# Apindji (langue)
Pour les articles homonymes, voir Apindji.
L'apindji (ou pinji, pinzi, gapinji, apinji, apindje) est une langue bantoue parlée par les Apindjis au Gabon, dans la province de Ngounié, à l'est de Mouila, entre Éléké et Fougamou.
En 1990 le nombre de locuteurs était estimé à 5 000.